# Eifion Lewis-Roberts
Eifion Thomas Lewis-Roberts (* 13. Februar 1981 in St Asaph, Denbighshire) ist ein ehemaliger walisischer Rugby-Union-Spieler, der auf der Position des Pfeilers eingesetzt wurde. Er spielte fast seine gesamte Karriere lang für die Sale Sharks und kam einmal in der walisischen Nationalmannschaft zum Einsatz.

## Biografie
Lewis-Roberts spielte bis zum Jahr 2005 als Amateur beim Ruthin RFC und war gleichzeitig Landwirt in seiner walisischen Heimatstadt, bis er 2005 in die englische Profiliga zu den Sale Sharks wechselte. Nach einigen Spielzeiten wurde er von Warren Gatland im November 2008 erstmals in die Reihen der walisischen Nationalmannschaft aufgenommen und kam im Spiel gegen Kanada zu seinem einzigen Länderspiel. Aufgrund der Tour der British and Irish Lions fehlten im Sommer 2009 einige Stammspieler, sodass er erneut für den Kader nominiert wurde. Er konnte jedoch wegen einer Verletzung nicht teilnehmen. Ein halbes Jahr später gehörte er dem erweiterten Kader für die Six Nations 2010 an.
Im September 2010, zu Beginn der Saison, zog sich Lewis-Roberts in einem Spiel gegen die Harlequins eine Verletzung des vorderen Kreuzbandes zu. Er musste sich einer rekonstruktiven Operation am Knie unterziehen und verpasste daraufhin den größten Teil der Saison. 2011 wechselte er zum französischen Top-14-Verein RC Toulon und traf dort auf Philippe Saint-André, seinen ehemaligen Trainer bei Sale. Am Ende der Saison 2011/12 kehrte er zu den Sale Sharks zurück. Nachdem er eine weitere Knieverletzung erlitten hatte, erklärte er im September 2017 seinen Rücktritt vom Spitzensport.
Aufgrund seiner Statur und seines Gewichts von über 130 kg erhielt er den Spitznamen The Fridge (der Kühlschrank), in Anspielung an den US-amerikanischen Footballspieler William Perry.